# Símbols de Formentera del Segura
L'escut i la bandera de Formentera del Segura són els símbols representatius oficials de Formentera del Segura, municipi del País Valencià, a la comarca del Baix Segura.

## Escut d'armes
L'escut d'armes oficial de Formentera del Segura té el següent blasonament:
| « | Escut mig partit i truncat. Primer d'or, els quatre pals, de gules; segon d'atzur, cinc peres d'or (Algorfa). Tercer, ones d'atzur i argent. Al timbre, corona reial, tancada. | » |

## Bandera
La bandera oficial de Formentera del Segura té la següent descripció:
| « | Bandera de proporcions 2:3. Partida per meitat vertical. En la primera, de blau, un feix de cinc espigues de blat, de groc. En la segona, de blanc, tres ones de blau. | » |

## Història
L'escut fou aprovat pel Reial Decret 1830/1976, de 2 de juliol, publicat al Butlletí Oficial de l'Estat núm. 182, de 30 de juliol. Per la seua banda, la bandera fou aprovada per Resolució de 6 de juny de 1997, del conseller de Presidència, publicada al Diari Oficial de la Generalitat Valenciana núm. 3055, de 12 d'agost.
En l'escut es mostren el senyal reial, les armes dels Pérez de Sarrió, marquesos d'Algorfa i antics senyors de Formentera del Segura, i unes ones en representació del riu Segura. A la bandera es representa un feix de blat com a senyal parlant en referència al nom de la població.
Segons l'informe oficial de la Reial Acadèmia de la Història, redactat per Dalmiro de la Válgoma, el projecte inicial presentat per l'ajuntament incorporava una corona marquesal al timbre. Aquesta fou rebutjada en favor de la corona reial pel fet que el marquesat d'Algorfa ja quedava prou recordat amb el quarter amb les armes dels marquesos, i perquè, a juí de De la Válgoma, la representació d'aquella corona sol interpretar-se gràficament de manera incorrecta.